# Pelaya (kommun)
Pelaya är en kommun i Colombia.   Den ligger i departementet Cesar, i den norra delen av landet, 500 km norr om huvudstaden Bogotá. Antalet invånare är 16 561.